# ATP Tour 2021
Die ATP Tour 2021 war die höchste Wettbewerbsserie im männlichen Profitennis im Jahr 2021 und wurde von der ATP organisiert. Sie bestand aus den vier Grand-Slam-Turnieren (von der ITF betreut) sowie aus den ATP Tour Masters 1000, der ATP Tour 500 und der ATP Tour 250 in absteigender Bedeutung. Darüber hinaus gehörten die ATP Finals, die Next Generation ATP Finals, der Davis Cup sowie der ATP Cup dazu. Letztere beiden wurden wie die Grand-Slam-Turniere von der ITF organisiert. Ebenfalls zur Tour gehörte der Laver Cup. Insgesamt wurden 68 Turniere ausgetragen. Die Sieger der Mixedkonkurrenz sind bei den Grand-Slam-Turnieren ebenfalls mitaufgeführt.

## Auswirkung aufgrund der COVID-19-Pandemie
Bereits vor der Veröffentlichung des Turnierkalenders 2021 durch die ATP wurde die erste Auswirkung durch die COVID-19-Pandemie öffentlich. Als erstes Turnier wurde die sonst Anfang Januar stattfindende Veranstaltung von Auckland bereits im Oktober 2020 abgesagt. Die ersten sieben Wochen des Turnierkalenders veröffentlichte die ATP am 16. Dezember 2020.

## Turnierserien
| Anzahl der Turniere nach Turnierserie |
| ------------------------------------- |
| 4 Grand-Slam-Turniere                 |
| ATP Finals Next Generation ATP Finals |
| Olympische Sommerspiele               |
| 8 ATP Tour Masters 1000               |
| 9 ATP Tour 500                        |
| 39 ATP Tour 250                       |
| Davis Cup                             |
| 2 Teamwettbewerbe                     |

## Turnierplan

### Januar
| Datum 1 | Turnier | Sieger                                                         | Finalgegner                                                    | Ergebnis                                                       |
| ------- | --- | -------------------------------------------------------------- | -------------------------------------------------------------- | -------------------------------------------------------------- |
| 04.01.  | Delray Beach Open Delray Beach, Vereinigte Staaten ATP Tour 250 – Hartplatz 28E / 16D – $ 349.530 / $ 418.195 | Hubert Hurkacz                                                 | Sebastian Korda                                                | 6:3, 6:3                                                       |
| 04.01.  | Delray Beach Open Delray Beach, Vereinigte Staaten ATP Tour 250 – Hartplatz 28E / 16D – $ 349.530 / $ 418.195 | Ariel Behar Gonzalo Escobar                                    | Christian Harrison Ryan Harrison                               | 6:75, 7:64, [10:4]                                             |
| 04.01.  | Antalya Open Antalya, Türkei ATP Tour 250 – Hartplatz 32E / 16D – € 300.000 / € 361.800                       | Alex de Minaur                                                 | Alexander Bublik                                               | 2:0 aufgg.                                                     |
| 04.01.  | Antalya Open Antalya, Türkei ATP Tour 250 – Hartplatz 32E / 16D – € 300.000 / € 361.800                       | Nikola Mektić Mate Pavić                                       | Ivan Dodig Filip Polášek                                       | 6:2, 6:4                                                       |
| 11.01.  | Australian Open (Qualifikation), Doha, Katar, Hartplatz – 128Q                                                | Australian Open (Qualifikation), Doha, Katar, Hartplatz – 128Q | Australian Open (Qualifikation), Doha, Katar, Hartplatz – 128Q | Australian Open (Qualifikation), Doha, Katar, Hartplatz – 128Q |

### Februar
| Datum 1 | Turnier | Sieger                                | Finalgegner                        | Ergebnis      |
| ------- | --- | ------------------------------------- | ---------------------------------- | ------------- |
| 01.02.  | ATP Cup Melbourne, Australien Hartplatz 12 Teams – $ 4.500.000                                                | Russland                              | Italien                            | 2:0           |
| 01.02.  | Great Ocean Road Open Melbourne, Australien ATP Tour 250 – Hartplatz 56E / 24D – $ 320.775 / $ 382.575        | Jannik Sinner                         | Stefano Travaglia                  | 7:64, 6:4     |
| 01.02.  | Great Ocean Road Open Melbourne, Australien ATP Tour 250 – Hartplatz 56E / 24D – $ 320.775 / $ 382.575        | Jamie Murray Bruno Soares             | Juan Sebastián Cabal Robert Farah  | 6:3, 7:67     |
| 01.02.  | Murray River Open Melbourne, Australien ATP Tour 250 – Hartplatz 56E / 24D – $ 320.775 / $ 320.775            | Daniel Evans                          | Félix Auger-Aliassime              | 6:2, 6:3      |
| 01.02.  | Murray River Open Melbourne, Australien ATP Tour 250 – Hartplatz 56E / 24D – $ 320.775 / $ 320.775            | Nikola Mektić Mate Pavić              | Jérémy Chardy Fabrice Martin       | 7:62, 6:3     |
| 08.02.  | Australian Open Melbourne, Australien Grand Slam – Hartplatz 128E / 64D / 32MX – A$ 71.500.000                | Novak Đoković                         | Daniil Medwedew                    | 7:5, 6:2, 6:2 |
| 08.02.  | Australian Open Melbourne, Australien Grand Slam – Hartplatz 128E / 64D / 32MX – A$ 71.500.000                | Ivan Dodig Filip Polášek              | Rajeev Ram Joe Salisbury           | 6:3, 6:4      |
| 08.02.  | Australian Open Melbourne, Australien Grand Slam – Hartplatz 128E / 64D / 32MX – A$ 71.500.000                | Barbora Krejčíková Rajeev Ram         | Samantha Stosur Matthew Ebden      | 6:1, 6:4      |
| 22.02.  | Córdoba Open Córdoba, Argentinien ATP Tour 250 – Sand 28E / 16D – $ 294.235 / $ 356.035                       | Juan Manuel Cerúndolo                 | Albert Ramos Viñolas               | 6:0, 2:6, 6:2 |
| 22.02.  | Córdoba Open Córdoba, Argentinien ATP Tour 250 – Sand 28E / 16D – $ 294.235 / $ 356.035                       | Rafael Matos Felipe Meligeni Alves    | Romain Arneodo Benoît Paire        | 6:4, 6:1      |
| 22.02.  | Open Sud de France Montpellier, Frankreich ATP Tour 250 – Hartplatz (Halle) 28E / 16D – € 262.170 / € 323.970 | David Goffin                          | Roberto Bautista Agut              | 5:7, 6:4, 6:2 |
| 22.02.  | Open Sud de France Montpellier, Frankreich ATP Tour 250 – Hartplatz (Halle) 28E / 16D – € 262.170 / € 323.970 | Henri Kontinen Édouard Roger-Vasselin | Jonathan Erlich Andrej Wassileuski | 6:2, 7:5      |
| 22.02.  | Singapore Tennis Open Singapur, Singapur ATP Tour 250 – Hartplatz (Halle) 28E / 16D – $ 300.000 / $ 361.800   | Alexei Popyrin                        | Alexander Bublik                   | 4:6, 6:0, 6:2 |
| 22.02.  | Singapore Tennis Open Singapur, Singapur ATP Tour 250 – Hartplatz (Halle) 28E / 16D – $ 300.000 / $ 361.800   | Sander Gillé Joran Vliegen            | Matthew Ebden John-Patrick Smith   | 6:2, 6:3      |

### März
| Datum 1 | Turnier | Sieger                            | Finalgegner                        | Ergebnis       |
| ------- | --- | --------------------------------- | ---------------------------------- | -------------- |
| 01.03.  | ABN AMRO World Tennis Tournament Rotterdam, Niederlande ATP Tour 500 – Hartplatz (Halle) 32E / 16D – € 980.580 / € 1.117.900            | Andrei Rubljow                    | Márton Fucsovics                   | 7:64, 6:4      |
| 01.03.  | ABN AMRO World Tennis Tournament Rotterdam, Niederlande ATP Tour 500 – Hartplatz (Halle) 32E / 16D – € 980.580 / € 1.117.900            | Nikola Mektić Mate Pavić          | Kevin Krawietz Horia Tecău         | 7:67, 6:2      |
| 01.03.  | Argentina Open Buenos Aires, Argentinien ATP Tour 250 – Sand 28E / 16D – $ 329.550 / $ 411.940                                          | Diego Schwartzman                 | Francisco Cerúndolo                | 6:1, 6:2       |
| 01.03.  | Argentina Open Buenos Aires, Argentinien ATP Tour 250 – Sand 28E / 16D – $ 329.550 / $ 411.940                                          | Tomislav Brkić Nikola Čačić       | Ariel Behar Gonzalo Escobar        | 6:3, 7:5       |
| 08.03.  | Qatar ExxonMobil Open Doha, Katar ATP Tour 250 – Hartplatz 28E / 16D – $ 787.930 / $ 890.920                                            | Nikolos Bassilaschwili            | Roberto Bautista Agut              | 7:65, 6:2      |
| 08.03.  | Qatar ExxonMobil Open Doha, Katar ATP Tour 250 – Hartplatz 28E / 16D – $ 787.930 / $ 890.920                                            | Aslan Karazew Andrei Rubljow      | Marcus Daniell Philipp Oswald      | 7:5, 6:4       |
| 08.03.  | Open 13 Provence Marseille, Frankreich ATP Tour 250 – Hartplatz (Halle) 28E / 16D – € 334.240 / € 409.765                               | Daniil Medwedew                   | Pierre-Hugues Herbert              | 6:4, 6:74, 6:4 |
| 08.03.  | Open 13 Provence Marseille, Frankreich ATP Tour 250 – Hartplatz (Halle) 28E / 16D – € 334.240 / € 409.765                               | Lloyd Glasspool Harri Heliövaara  | Sander Arends David Pel            | 7:5, 7:64      |
| 08.03.  | Chile Dove Men+Care Open Santiago de Chile, Chile ATP Tour 250 – Sand 28E / 16D – $ 325.270 / $ 393.935                                 | Cristian Garín                    | Facundo Bagnis                     | 6:4, 6:73, 7:5 |
| 08.03.  | Chile Dove Men+Care Open Santiago de Chile, Chile ATP Tour 250 – Sand 28E / 16D – $ 325.270 / $ 393.935                                 | Simone Bolelli Máximo González    | Federico Delbonis Jaume Munar      | 7:64, 6:4      |
| 15.03.  | Abierto Mexicano Telcel Acapulco, Mexiko ATP Tour 500 – Hartplatz 32E / 16D – $ 1.053.910 / $ 1.204.960                                 | Alexander Zverev                  | Stefanos Tsitsipas                 | 6:4, 7:63      |
| 15.03.  | Abierto Mexicano Telcel Acapulco, Mexiko ATP Tour 500 – Hartplatz 32E / 16D – $ 1.053.910 / $ 1.204.960                                 | Ken Skupski Neal Skupski          | Marcel Granollers Horacio Zeballos | 7:63, 6:4      |
| 15.03.  | Dubai Duty Free Tennis Championships Dubai, Vereinigte Arabische Emirate ATP Tour 500 – Hartplatz 48E / 16D – $ 1.897.805 / $ 2.048.855 | Aslan Karazew                     | Lloyd Harris                       | 6:3, 6:2       |
| 15.03.  | Dubai Duty Free Tennis Championships Dubai, Vereinigte Arabische Emirate ATP Tour 500 – Hartplatz 48E / 16D – $ 1.897.805 / $ 2.048.855 | Juan Sebastián Cabal Robert Farah | Nikola Mektić Mate Pavić           | 7:60, 7:64     |
| 22.03.  | Miami Open Miami, Vereinigte Staaten ATP Tour Masters 1000 – Hartplatz 96E / 32D – $ 3.343.785 / $ 4.130.455                            | Hubert Hurkacz                    | Jannik Sinner                      | 7:64, 6:4      |
| 22.03.  | Miami Open Miami, Vereinigte Staaten ATP Tour Masters 1000 – Hartplatz 96E / 32D – $ 3.343.785 / $ 4.130.455                            | Nikola Mektić Mate Pavić          | Daniel Evans Neal Skupski          | 6:4, 6:4       |

### April
| Datum 1 | Turnier | Sieger                            | Finalgegner                   | Ergebnis         |
| ------- | --- | --------------------------------- | ----------------------------- | ---------------- |
| 05.04.  | Sardegna Open Cagliari, Italien ATP Tour 250 – Sand 28E / 16D – € 408.800 / € 408.800                            | Lorenzo Sonego                    | Laslo Đere                    | 2:6, 7:65, 6:4   |
| 05.04.  | Sardegna Open Cagliari, Italien ATP Tour 250 – Sand 28E / 16D – € 408.800 / € 408.800                            | Lorenzo Sonego Andrea Vavassori   | Simone Bolelli Andrés Molteni | 6:3, 6:4         |
| 05.04.  | AnyTech365 Andalucía Open Marbella, Spanien ATP Tour 250 – Sand 28E / 16D – € 408.800 / € 408.800                | Pablo Carreño Busta               | Jaume Munar                   | 6:1, 2:6, 6:4    |
| 05.04.  | AnyTech365 Andalucía Open Marbella, Spanien ATP Tour 250 – Sand 28E / 16D – € 408.800 / € 408.800                | Ariel Behar Gonzalo Escobar       | Tomislav Brkić Nikola Čačić   | 6:2, 6:4         |
| 12.04.  | Rolex Monte-Carlo Masters Monte-Carlo, Monaco ATP Tour Masters 1000 – Sand 56E / 28D – € 2.082.960 / € 2.460.585 | Stefanos Tsitsipas                | Andrei Rubljow                | 6:3, 6:3         |
| 12.04.  | Rolex Monte-Carlo Masters Monte-Carlo, Monaco ATP Tour Masters 1000 – Sand 56E / 28D – € 2.082.960 / € 2.460.585 | Nikola Mektić Mate Pavić          | Daniel Evans Neal Skupski     | 6:3, 4:6, [10:7] |
| 19.04.  | Barcelona Open Banc Sabadell Barcelona, Spanien ATP Tour 500 – Sand 48E / 16D – € 1.565.480 / € 1.702.800        | Rafael Nadal                      | Stefanos Tsitsipas            | 6:4, 6:76, 7:5   |
| 19.04.  | Barcelona Open Banc Sabadell Barcelona, Spanien ATP Tour 500 – Sand 48E / 16D – € 1.565.480 / € 1.702.800        | Juan Sebastián Cabal Robert Farah | Kevin Krawietz Horia Tecău    | 6:4, 6:2         |
| 19.04.  | Serbia Open Belgrad, Serbien ATP Tour 250 – Sand 28E / 16D – € 650.000 / € 711.800                               | Matteo Berrettini                 | Aslan Karazew                 | 6:1, 3:6, 7:60   |
| 19.04.  | Serbia Open Belgrad, Serbien ATP Tour 250 – Sand 28E / 16D – € 650.000 / € 711.800                               | Ivan Sabanov Matej Sabanov        | Ariel Behar Gonzalo Escobar   | 6:3, 7:65        |
| 26.04.  | Millennium Estoril Open Estoril, Portugal ATP Tour 250 – Sand 28E / 16D – € 419.470 / € 481.270                  | Albert Ramos Viñolas              | Cameron Norrie                | 4:6, 6:3, 7:63   |
| 26.04.  | Millennium Estoril Open Estoril, Portugal ATP Tour 250 – Sand 28E / 16D – € 419.470 / € 481.270                  | Hugo Nys Tim Pütz                 | Luke Bambridge Dominic Inglot | 7:5, 3:6, [10:3] |
| 26.04.  | BMW Open München, Deutschland ATP Tour 250 – Sand 28E / 16D – € 419.470 / € 481.270                              | Nikolos Bassilaschwili            | Jan-Lennard Struff            | 6:4, 7:65        |
| 26.04.  | BMW Open München, Deutschland ATP Tour 250 – Sand 28E / 16D – € 419.470 / € 481.270                              | Wesley Koolhof Kevin Krawietz     | Sander Gillé Joran Vliegen    | 4:6, 6:4, [10:5] |

### Mai
| Datum 1 | Turnier | Sieger                              | Finalgegner                         | Ergebnis                 |
| ------- | --- | ----------------------------------- | ----------------------------------- | ------------------------ |
| 03.05.  | Mutua Madrid Open Madrid, Spanien ATP Tour Masters 1000 – Sand 56E / 28D – € 2.614.465 / € 3.226.325        | Alexander Zverev                    | Matteo Berrettini                   | 6:78, 6:4, 6:3           |
| 03.05.  | Mutua Madrid Open Madrid, Spanien ATP Tour Masters 1000 – Sand 56E / 28D – € 2.614.465 / € 3.226.325        | Marcel Granollers Horacio Zeballos  | Nikola Mektić Mate Pavić            | 1:6, 6:3, [10:8]         |
| 10.05.  | Internazionali BNL d’Italia Rom, Italien ATP Tour Masters 1000 – Sand 56E / 32D – € 2.082.960 / € 2.563.710 | Rafael Nadal                        | Novak Đoković                       | 7:5, 1:6, 6:3            |
| 10.05.  | Internazionali BNL d’Italia Rom, Italien ATP Tour Masters 1000 – Sand 56E / 32D – € 2.082.960 / € 2.563.710 | Nikola Mektić Mate Pavić            | Rajeev Ram Joe Salisbury            | 6:4, 7:64                |
| 17.05.  | Gonet Geneva Open Genf, Schweiz ATP Tour 250 – Sand 28E / 16D – € 419.470 / € 481.270                       | Casper Ruud                         | Denis Shapovalov                    | 7:66, 6:4                |
| 17.05.  | Gonet Geneva Open Genf, Schweiz ATP Tour 250 – Sand 28E / 16D – € 419.470 / € 481.270                       | John Peers Michael Venus            | Simone Bolelli Máximo González      | 6:2, 7:5                 |
| 17.05.  | Open Parc Auvergne-Rhône-Alpes Lyon Lyon, Frankreich ATP Tour 250 – Sand 28E / 16D – € 419.470 / € 481.270  | Stefanos Tsitsipas                  | Cameron Norrie                      | 6:3, 6:3                 |
| 17.05.  | Open Parc Auvergne-Rhône-Alpes Lyon Lyon, Frankreich ATP Tour 250 – Sand 28E / 16D – € 419.470 / € 481.270  | Hugo Nys Tim Pütz                   | Pierre-Hugues Herbert Nicolas Mahut | 6:4, 5:7 [10:8]          |
| 24.05.  | Belgrade Open Belgrad, Serbien ATP Tour 250 – Sand 28E / 16D – € 511.000 / € 511.000                        | Novak Đoković                       | Alex Molčan                         | 6:4, 6:3                 |
| 24.05.  | Belgrade Open Belgrad, Serbien ATP Tour 250 – Sand 28E / 16D – € 511.000 / € 511.000                        | Jonathan Erlich Andrej Wassileuski  | André Göransson Rafael Matos        | 6:4, 6:1                 |
| 24.05.  | Emilia-Romagna Open Parma, Italien ATP Tour 250 – Sand 28E / 16D – € 480.000 / € 541.800                    | Sebastian Korda                     | Marco Cecchinato                    | 6:2, 6:4                 |
| 24.05.  | Emilia-Romagna Open Parma, Italien ATP Tour 250 – Sand 28E / 16D – € 480.000 / € 541.800                    | Simone Bolelli Máximo González      | Oliver Marach Aisam-ul-Haq Qureshi  | 6:3, 6:3                 |
| 31.05.  | Roland Garros Paris, Frankreich Grand Slam – Sand 128E / 64D / 32MX – € 38.000.000                          | Novak Đoković                       | Stefanos Tsitsipas                  | 6:76, 2:6, 6:3, 6:2, 6:4 |
| 31.05.  | Roland Garros Paris, Frankreich Grand Slam – Sand 128E / 64D / 32MX – € 38.000.000                          | Pierre-Hugues Herbert Nicolas Mahut | Alexander Bublik Andrei Golubew     | 4:6, 7:61, 6:4           |
| 31.05.  | Roland Garros Paris, Frankreich Grand Slam – Sand 128E / 64D / 32MX – € 38.000.000                          | Desirae Krawczyk Joe Salisbury      | Jelena Wesnina Aslan Karazew        | 2:6, 6:4, [10:5]         |

### Juni
| Datum 1 | Turnier | Sieger                              | Finalgegner                          | Ergebnis            |
| ------- | --- | ----------------------------------- | ------------------------------------ | ------------------- |
| 07.06.  | MercedesCup Stuttgart, Deutschland ATP Tour 250 – Rasen 28E / 16D – € 543.210 / € 618.735                                 | Marin Čilić                         | Félix Auger-Aliassime                | 7:62, 6:3           |
| 07.06.  | MercedesCup Stuttgart, Deutschland ATP Tour 250 – Rasen 28E / 16D – € 543.210 / € 618.735                                 | Marcelo Demoliner Santiago González | Ariel Behar Gonzalo Escobar          | 4:6, 6:3, [10:8]    |
| 14.06.  | Noventi Open Halle, Deutschland ATP Tour 500 – Rasen 32E / 24D – € 1.318.605 / € 1.455.925                                | Ugo Humbert                         | Andrei Rubljow                       | 6:3, 7:64           |
| 14.06.  | Noventi Open Halle, Deutschland ATP Tour 500 – Rasen 32E / 24D – € 1.318.605 / € 1.455.925                                | Kevin Krawietz Horia Tecău          | Félix Auger-Aliassime Hubert Hurkacz | 7:64, 6:4           |
| 14.06.  | cinch Championships London, Vereinigtes Königreich ATP Tour 500 – Rasen 32E / 24D – € 1.290.135 / € 1.427.455             | Matteo Berrettini                   | Cameron Norrie                       | 6:4, 6:75, 6:3      |
| 14.06.  | cinch Championships London, Vereinigtes Königreich ATP Tour 500 – Rasen 32E / 24D – € 1.290.135 / € 1.427.455             | Pierre-Hugues Herbert Nicolas Mahut | Reilly Opelka John Peers             | 6:4, 7:5            |
| 21.06.  | Viking International Eastbourne Eastbourne, Vereinigtes Königreich ATP Tour 250 – Rasen 28E / 16D – € 547.265 / € 609.065 | Alex de Minaur                      | Lorenzo Sonego                       | 4:6, 6:4, 7:65      |
| 21.06.  | Viking International Eastbourne Eastbourne, Vereinigtes Königreich ATP Tour 250 – Rasen 28E / 16D – € 547.265 / € 609.065 | Nikola Mektić Mate Pavić            | Rajeev Ram Joe Salisbury             | 6:4, 6:3            |
| 21.06.  | Mallorca Championships Santa Ponça, Spanien ATP Tour 250 – Rasen 28E / 16D – € 720.000 / € 783.655                        | Daniil Medwedew                     | Sam Querrey                          | 6:4, 6:2            |
| 21.06.  | Mallorca Championships Santa Ponça, Spanien ATP Tour 250 – Rasen 28E / 16D – € 720.000 / € 783.655                        | Simone Bolelli Máximo González      | Novak Đoković Carlos Gómez Herrera   | kampflos            |
| 28.06.  | Wimbledon London, Vereinigtes Königreich Grand Slam – Rasen 128E / 64D / 48MX – £ 35.016.000                              | Novak Đoković                       | Matteo Berrettini                    | 6:74, 6:4, 6:4, 6:3 |
| 28.06.  | Wimbledon London, Vereinigtes Königreich Grand Slam – Rasen 128E / 64D / 48MX – £ 35.016.000                              | Nikola Mektić Mate Pavić            | Marcel Granollers Horacio Zeballos   | 6:4, 7:65, 2:6, 7:5 |
| 28.06.  | Wimbledon London, Vereinigtes Königreich Grand Slam – Rasen 128E / 64D / 48MX – £ 35.016.000                              | Neal Skupski Desirae Krawczyk       | Joe Salisbury Harriet Dart           | 6:2, 7:61           |

### Juli
| Datum 1 | Turnier | Sieger                                | Finalgegner                    | Ergebnis                  |
| ------- | --- | ------------------------------------- | ------------------------------ | ------------------------- |
| 12.07.  | Hamburg European Open Hamburg, Deutschland ATP Tour 500 – Sand 28E / 16D – € 1.030.900 / € 1.168.220       | Pablo Carreño Busta                   | Filip Krajinović               | 6:2, 6:4                  |
| 12.07.  | Hamburg European Open Hamburg, Deutschland ATP Tour 500 – Sand 28E / 16D – € 1.030.900 / € 1.168.220       | Tim Pütz Michael Venus                | Kevin Krawietz Horia Tecău     | 6:3, 6:73, [10:8]         |
| 12.07.  | Nordea Open Båstad, Schweden ATP Tour 250 – Sand 28E / 16D – € 419.470 / € 481.270                         | Casper Ruud                           | Federico Coria                 | 6:3, 6:3                  |
| 12.07.  | Nordea Open Båstad, Schweden ATP Tour 250 – Sand 28E / 16D – € 419.470 / € 481.270                         | Sander Arends David Pel               | Andre Begemann Albano Olivetti | 6:4, 6:2                  |
| 12.07.  | Hall of Fame Open Newport, Vereinigte Staaten ATP Tour 250 – Rasen 28E / 16D – $ 466.870 / $ 535.535       | Kevin Anderson                        | Jenson Brooksby                | 7:68, 6:4                 |
| 12.07.  | Hall of Fame Open Newport, Vereinigte Staaten ATP Tour 250 – Rasen 28E / 16D – $ 466.870 / $ 535.535       | William Blumberg Jack Sock            | Austin Krajicek Vasek Pospisil | 6:2, 7:63                 |
| 19.07.  | Mifel Open Cabo San Lucas, Mexiko ATP Tour 250 – Hartplatz 28E / 16D – $ 598.545 / $ 694.655               | Cameron Norrie                        | Brandon Nakashima              | 6:2, 6:2                  |
| 19.07.  | Mifel Open Cabo San Lucas, Mexiko ATP Tour 250 – Hartplatz 28E / 16D – $ 598.545 / $ 694.655               | Hans Hach Verdugo John Isner          | Hunter Reese Sem Verbeek       | 5:7, 6:2, [10:4]          |
| 19.07.  | Swiss Open Gstaad Gstaad, Schweiz ATP Tour 250 – Sand 28E / 16D – € 419.470 / € 481.270                    | Casper Ruud                           | Hugo Gaston                    | 6:3, 6:2                  |
| 19.07.  | Swiss Open Gstaad Gstaad, Schweiz ATP Tour 250 – Sand 28E / 16D – € 419.470 / € 481.270                    | Marc-Andrea Hüsler Dominic Stricker   | Szymon Walków Jan Zieliński    | 6:1, 7:67                 |
| 19.07.  | Plava Laguna Croatia Open Umag Umag, Kroatien ATP Tour 250 – Sand 28E / 16D – € 419.470 / € 481.270        | Carlos Alcaraz                        | Richard Gasquet                | 6:2, 6:2                  |
| 19.07.  | Plava Laguna Croatia Open Umag Umag, Kroatien ATP Tour 250 – Sand 28E / 16D – € 419.470 / € 481.270        | Fernando Romboli David Vega Hernández | Tomislav Brkić Nikola Čačić    | 6:3, 7:5                  |
| 26.07.  | Olympische Spiele – Tokio                                                                                  | Olympische Spiele – Tokio             | Olympische Spiele – Tokio      | Olympische Spiele – Tokio |
| 26.07.  | Truist Atlanta Open Atlanta, Vereinigte Staaten ATP Tour 250 – Hartplatz 28E / 16D – $ 555.995 / $ 638.385 | John Isner                            | Brandon Nakashima              | 7:68, 7:5                 |
| 26.07.  | Truist Atlanta Open Atlanta, Vereinigte Staaten ATP Tour 250 – Hartplatz 28E / 16D – $ 555.995 / $ 638.385 | Reilly Opelka Jannik Sinner           | Steve Johnson Jordan Thompson  | 6:4, 6:76, [10:3]         |
| 26.07.  | Generali Open Kitzbühel, Österreich ATP Tour 250 – Sand 28E / 16D – € 419.470 / € 481.270                  | Casper Ruud                           | Pedro Martínez                 | 6:1, 4:6, 6:3             |
| 26.07.  | Generali Open Kitzbühel, Österreich ATP Tour 250 – Sand 28E / 16D – € 419.470 / € 481.270                  | Alexander Erler Lucas Miedler         | Roman Jebavý Matwé Middelkoop  | 7:5, 7:65                 |

### August
| Datum 1 | Turnier | Sieger                             | Finalgegner                    | Ergebnis          |
| ------- | --- | ---------------------------------- | ------------------------------ | ----------------- |
| 02.08.  | Citi Open Washington, D.C., Vereinigte Staaten ATP Tour 500 – Hartplatz 48E / 16D – $ 1.895.290 / $ 2.046.340                  | Jannik Sinner                      | Mackenzie McDonald             | 7:5, 4:6, 7:5     |
| 02.08.  | Citi Open Washington, D.C., Vereinigte Staaten ATP Tour 500 – Hartplatz 48E / 16D – $ 1.895.290 / $ 2.046.340                  | Raven Klaasen Ben McLachlan        | Neal Skupski Michael Venus     | 7:64, 6:4         |
| 09.08.  | National Bank Open Toronto, Kanada ATP Tour Masters 1000 – Hartplatz 48E / 28D – $ 2.850.975 / $ 3.487.915                     | Daniil Medwedew                    | Reilly Opelka                  | 6:4, 6:3          |
| 09.08.  | National Bank Open Toronto, Kanada ATP Tour Masters 1000 – Hartplatz 48E / 28D – $ 2.850.975 / $ 3.487.915                     | Rajeev Ram Joe Salisbury           | Nikola Mektić Mate Pavić       | 6:3, 4:6, [10:3]  |
| 16.08.  | Western & Southern Open Cincinnati, Vereinigte Staaten ATP Tour Masters 1000 – Hartplatz 56E / 28D – $ 4.845.025 / $ 5.404.435 | Alexander Zverev                   | Andrei Rubljow                 | 6:2, 6:3          |
| 16.08.  | Western & Southern Open Cincinnati, Vereinigte Staaten ATP Tour Masters 1000 – Hartplatz 56E / 28D – $ 4.845.025 / $ 5.404.435 | Marcel Granollers Horacio Zeballos | Steve Johnson Austin Krajicek  | 7:65, 7:65        |
| 23.08.  | Winston-Salem Open Winston-Salem, Vereinigte Staaten ATP Tour 250 – Hartplatz 48E / 16D – $ 717.955 / $ 807.210                | Ilja Iwaschka                      | Mikael Ymer                    | 6:0, 6:2          |
| 23.08.  | Winston-Salem Open Winston-Salem, Vereinigte Staaten ATP Tour 250 – Hartplatz 48E / 16D – $ 717.955 / $ 807.210                | Marcelo Arévalo Matwé Middelkoop   | Ivan Dodig Austin Krajicek     | 6:75, 7:5, [10:6] |
| 30.08.  | US Open New York, Vereinigte Staaten Grand Slam – Hartplatz 128E / 64D / 32MX – $ 57.500.000                                   | Daniil Medwedew                    | Novak Đoković                  | 6:4, 6:4, 6:4     |
| 30.08.  | US Open New York, Vereinigte Staaten Grand Slam – Hartplatz 128E / 64D / 32MX – $ 57.500.000                                   | Rajeev Ram Joe Salisbury           | Jamie Murray Bruno Soares      | 3:6, 6:2 6:2      |
| 30.08.  | US Open New York, Vereinigte Staaten Grand Slam – Hartplatz 128E / 64D / 32MX – $ 57.500.000                                   | Desirae Krawczyk Joe Salisbury     | Giuliana Olmos Marcelo Arévalo | 7:5, 6:2          |

### September
| Datum 1 | Turnier                                                                                                 | Sieger                           | Finalgegner                        | Ergebnis          |
| ------- | --- | -------------------------------- | ---------------------------------- | ----------------- |
| 20.09.  | Moselle Open Metz, Frankreich ATP Tour 250 – Hartplatz (Halle) 28E / 16D – € 419.470 / € 481.270        | Hubert Hurkacz                   | Pablo Carreño Busta                | 7:62, 6:3         |
| 20.09.  | Moselle Open Metz, Frankreich ATP Tour 250 – Hartplatz (Halle) 28E / 16D – € 419.470 / € 481.270        | Hubert Hurkacz Jan Zieliński     | Hugo Nys Arthur Rinderknech        | 7:5, 6:3          |
| 20.09.  | Astana Open Nur-Sultan, Kasachstan ATP Tour 250 – Hartplatz (Halle) 28E / 16D – $ 480.000 / $ 541.800   | Kwon Soon-woo                    | James Duckworth                    | 7:66, 6:3         |
| 20.09.  | Astana Open Nur-Sultan, Kasachstan ATP Tour 250 – Hartplatz (Halle) 28E / 16D – $ 480.000 / $ 541.800   | Santiago González Andrés Molteni | Jonathan Erlich Andrej Wassileuski | 6:1, 6:2          |
| 20.09.  | Laver Cup Boston, Vereinigte Staaten Hartplatz (Halle) 2 Teams                                          | Team Europa                      | Team Welt                          | 14:1              |
| 27.09.  | San Diego Open San Diego, Vereinigte Staaten ATP Tour 250 – Hartplatz 28E / 16D – $ 600.000 / $ 661.800 | Casper Ruud                      | Cameron Norrie                     | 6:0, 6:2          |
| 27.09.  | San Diego Open San Diego, Vereinigte Staaten ATP Tour 250 – Hartplatz 28E / 16D – $ 600.000 / $ 661.800 | Joe Salisbury Neal Skupski       | John Peers Filip Polášek           | 7:62, 3:6, [10:5] |
| 27.09.  | Sofia Open Sofia, Bulgarien ATP Tour 250 – Hartplatz (Halle) 28E / 16D – € 419.470 / € 481.270          | Jannik Sinner                    | Gaël Monfils                       | 6:3, 6:4          |
| 27.09.  | Sofia Open Sofia, Bulgarien ATP Tour 250 – Hartplatz (Halle) 28E / 16D – € 419.470 / € 481.270          | Jonny O’Mara Ken Skupski         | Oliver Marach Philipp Oswald       | 6:3, 6:4          |

### Oktober
| Datum 1 | Turnier | Sieger                            | Finalgegner                      | Ergebnis         |
| ------- | --- | --------------------------------- | -------------------------------- | ---------------- |
| 04.10.  | BNP Paribas Open Indian Wells, Vereinigte Staaten ATP Tour Masters 1000 – Hartplatz 96E / 32D – 8.359.455 $ / 9.146.125 $ | Cameron Norrie                    | Nikolos Bassilaschwili           | 3:6, 6:4, 6:1    |
| 04.10.  | BNP Paribas Open Indian Wells, Vereinigte Staaten ATP Tour Masters 1000 – Hartplatz 96E / 32D – 8.359.455 $ / 9.146.125 $ | John Peers Filip Polášek          | Andrei Rubljow Aslan Karazew     | 6:3, 7:65        |
| 18.10.  | European Open Antwerpen, Belgien ATP Tour 250 – Hartplatz (Halle) 28E / 16D – 508.600 € / 584.125 €                       | Jannik Sinner                     | Diego Schwartzman                | 6:2, 6:2         |
| 18.10.  | European Open Antwerpen, Belgien ATP Tour 250 – Hartplatz (Halle) 28E / 16D – 508.600 € / 584.125 €                       | Nicolas Mahut Fabrice Martin      | Wesley Koolhof Jean-Julien Rojer | 6:0, 6:1         |
| 18.10.  | VTB Kremlin Cup Moskau, Russland ATP Tour 250 – Hartplatz (Halle) 28E / 16D – $ 697.125 / $ 779.515                       | Aslan Karazew                     | Marin Čilić                      | 6:2, 6:4         |
| 18.10.  | VTB Kremlin Cup Moskau, Russland ATP Tour 250 – Hartplatz (Halle) 28E / 16D – $ 697.125 / $ 779.515                       | Harri Heliövaara Matwé Middelkoop | Tomislav Brkić Nikola Čačić      | 7:5, 4:6, [11:9] |
| 25.10.  | Erste Bank Open Wien, Österreich ATP Tour 500 – Hartplatz (Halle) 32E / 16D – 1.952.015 € / 2.089.335 €                   | Alexander Zverev                  | Frances Tiafoe                   | 7:5, 6:4         |
| 25.10.  | Erste Bank Open Wien, Österreich ATP Tour 500 – Hartplatz (Halle) 32E / 16D – 1.952.015 € / 2.089.335 €                   | Juan Sebastián Cabal Robert Farah | Rajeev Ram Joe Salisbury         | 6:4, 6:2         |
| 25.10.  | St. Petersburg Open Sankt Petersburg, Russland ATP Tour 250 – Hartplatz (Halle) 28E / 16D – $ 863.705 / $ 932.370         | Marin Čilić                       | Taylor Fritz                     | 7:63, 4:6, 6:4   |
| 25.10.  | St. Petersburg Open Sankt Petersburg, Russland ATP Tour 250 – Hartplatz (Halle) 28E / 16D – $ 863.705 / $ 932.370         | Jamie Murray Bruno Soares         | Andrei Golubew Hugo Nys          | 6:3, 6:4         |

### November
| Datum 1                                                                                               | Turnier | Sieger                                 | Finalgegner                         | Ergebnis           |
| --- | --- | -------------------------------------- | ----------------------------------- | ------------------ |
| 01.11.                                                                                                | Rolex Paris Masters Paris, Frankreich ATP Tour Masters 1000 – Hartplatz (Halle) 56E / 24D – € 5.207.405 / € 5.688.155 | Novak Đoković                          | Daniil Medwedew                     | 4:6, 6:3, 6:3      |
| 01.11.                                                                                                | Rolex Paris Masters Paris, Frankreich ATP Tour Masters 1000 – Hartplatz (Halle) 56E / 24D – € 5.207.405 / € 5.688.155 | Tim Pütz Michael Venus                 | Pierre-Hugues Herbert Nicolas Mahut | 6:3, 6:74, [11:9]  |
| 08.11.                                                                                                | |                                        |                                     |                    |
| Stockholm Open Stockholm, Schweden ATP Tour 250 – Hartplatz (Halle) 28E / 16D – € 635.750 / € 711.275 | Tommy Paul | Denis Shapovalov                       | 6:4, 2:6, 6:4                       |                    |
| Stockholm Open Stockholm, Schweden ATP Tour 250 – Hartplatz (Halle) 28E / 16D – € 635.750 / € 711.275 | Santiago González Andrés Molteni                                                                                      | Aisam-ul-Haq Qureshi Jean-Julien Rojer | 6:2, 6:2                            |                    |
| Next Gen ATP Finals Mailand, Italien Next Generation ATP Finals – Hartplatz (Halle) 8S – $ 1.300.000  | Carlos Alcaraz | Sebastian Korda                        | 4:35, 4:2, 4:2                      |                    |
| 14.11.                                                                                                | Nitto ATP Finals Turin, Italien ATP Finals – Hartplatz (Halle) 8S / 8D – $ 7.250.000                                  | Alexander Zverev                       | Daniil Medwedew                     | 6:4, 6:4           |
| 14.11.                                                                                                | Nitto ATP Finals Turin, Italien ATP Finals – Hartplatz (Halle) 8S / 8D – $ 7.250.000                                  | Pierre-Hugues Herbert Nicolas Mahut    | Rajeev Ram Joe Salisbury            | 6:4, 7:60          |
| 19.11.                                                                                                | Davis Cup – Finale | Davis Cup – Finale                     | Davis Cup – Finale                  | Davis Cup – Finale |

### Von der Pandemie betroffene Turniere
Von der COVID-19-Pandemie waren auch 2021 wieder viele ATP-Turniere betroffen. Folgende Turniere wurden deshalb verschoben oder abgesagt.
| Datum 1                                                                                       | Turnier                                                                  | Status                                                                      |
| --------------------------------------------------------------------------------------------- | ------------------------------------------------------------------------ | --------------------------------------------------------------------------- |
| 04.01.                                                                                        | ATP Cup Perth – Brisbane – Sydney, Australien Hartplatz                  | fand ab dem 2. Februar in Melbourne mit reduziertem Feld von 12 Teams statt |
| 04.01.                                                                                        | Qatar ExxonMobil Open Doha, Katar ATP 250 Hartplatz                      | verschoben auf den 8. März                                                  |
| 11.01.                                                                                        |                                                                          |                                                                             |
| ASB Classic Auckland, Neuseeland ATP 250 Hartplatz                                            | abgesagt                                                                 |                                                                             |
| Adelaide International Adelaide, Australien ATP 250 Hartplatz                                 | fand ab dem 1. Februar als Murray River Open in Melbourne statt          |                                                                             |
| 18.01.                                                                                        | Australian Open Melbourne, Australien Grand Slam Hartplatz               | fand ab den 8. Februar statt                                                |
| 01.02.                                                                                        |                                                                          |                                                                             |
| Córdoba Open Córdoba, Argentinien ATP 250 Sand                                                | verschoben auf den 22. Februar                                           |                                                                             |
| Open Sud de France Montpellier, Frankreich ATP 250 Hartplatz (Halle)                          | verschoben auf den 22. Februar                                           |                                                                             |
| Tata Open Maharashtra Pune, Indien ATP 250 Hartplatz                                          | verschoben                                                               |                                                                             |
| 08.02.                                                                                        |                                                                          |                                                                             |
| ABN AMRO World Tennis Tournament Rotterdam, Niederlande ATP 500 Hartplatz (Halle)             | verschoben auf den 1. März                                               |                                                                             |
| Argentina Open Buenos Aires, Argentinien ATP 250 Sand                                         | verschoben auf den 1. März                                               |                                                                             |
| New York City Open New York City, Vereinigte Staaten ATP 250 Hartplatz (Halle)                | abgesagt                                                                 |                                                                             |
| 15.02.                                                                                        |                                                                          |                                                                             |
| Rio Open Rio de Janeiro, Brasilien ATP 500 Sand                                               | verschoben                                                               |                                                                             |
| Delray Beach Open Delray Beach, Vereinigte Staaten ATP 250 Hartplatz                          | verschoben auf den 4. Januar                                             |                                                                             |
| Marseille Open Marseille, Frankreich ATP 250 Hartplatz (Halle)                                | verschoben auf den 8. März                                               |                                                                             |
| 22.02.                                                                                        |                                                                          |                                                                             |
| Abierto Mexicano Telcel Acapulco, Mexiko ATP 500 Hartplatz                                    | verschoben auf den 15. März                                              |                                                                             |
| Dubai Duty Free Tennis Championships Dubai, Vereinigte Arabische Emirate ATP 500 Hartplatz    | verschoben auf den 15. März                                              |                                                                             |
| Chile Dove Men+Care Open Santiago de Chile, Chile ATP 250 Sand                                | verschoben auf den 8. März                                               |                                                                             |
| 08.03.                                                                                        |                                                                          |                                                                             |
| BNP Paribas Open Indian Wells, Vereinigte Staaten ATP 1000 Hartplatz                          | verschoben auf den 10. Oktober                                           |                                                                             |
| 05.04.                                                                                        |                                                                          |                                                                             |
| Fayez Sarofim & Co. US Men’s Clay Court Championship Houston, Vereinigte Staaten ATP 250 Sand | abgesagt                                                                 |                                                                             |
| Grand Prix Hassan II Marrakesch, Marokko ATP 250 Sand                                         | zuerst verschoben, schließlich abgesagt                                  |                                                                             |
| 24.05.                                                                                        | French Open Paris, Frankreich Grand Slam Sand                            | verschoben auf den 31. Mai                                                  |
| 07.06.                                                                                        | Libéma Open ’s-Hertogenbosch, Niederlande ATP 250 Rasen                  | abgesagt                                                                    |
| 20.09.                                                                                        | St. Petersburg Open Sankt Petersburg, Russland ATP 250 Hartplatz (Halle) | verschoben auf den 25. Oktober                                              |
| 27.09.                                                                                        |                                                                          |                                                                             |
| Chengdu Open Chengdu, Volksrepublik China ATP 250 Hartplatz                                   | abgesagt                                                                 |                                                                             |
| Huajin Securities Zhuhai Championships Zhuhai, Volksrepublik China ATP 250 Hartplatz          | abgesagt                                                                 |                                                                             |
| 04.10.                                                                                        |                                                                          |                                                                             |
| China Open Peking, Volksrepublik China ATP 500 Hartplatz                                      | abgesagt                                                                 |                                                                             |
| Rakuten Japan Open Tennis Championships Tokio, Japan ATP 500 Hartplatz                        | abgesagt                                                                 |                                                                             |
| 11.10.                                                                                        | Rolex Shanghai Masters Shanghai, Volksrepublik China ATP 1000 Hartplatz  | abgesagt                                                                    |
| 18.10.                                                                                        | Intrum Stockholm Open Stockholm, Stockholm ATP 250 Hartplatz (Halle)     | verschoben auf den 8. November                                              |
| 25.10.                                                                                        | Swiss Indoors Basel Basel, Schweiz ATP 500 Hartplatz (Halle)             | abgesagt                                                                    |

## Rücktritte
Die folgenden Spieler beendeten 2021 ihre Tenniskarriere:
- Oleksandr Dolhopolow – 30. April 2021[6]
- Viktor Troicki – 24. Juni 2021[7]
- Martin Kližan – 2. Juni 2021[8]
- Leonardo Mayer – 7. Oktober 2021[9]
- Jürgen Melzer – 27. Oktober 2021[10]
- Horia Tecău – 18. November 2021[11]